# 横山区
横山区（おうざん-く）は中華人民共和国陝西省楡林市に位置する市轄区。

## 行政区画
- 街道:城関街道、懐遠街道、夏州街道、懐仁路街道、崇徳路街道
- 鎮:石湾鎮、高鎮、武鎮、党岔鎮、響水鎮、波羅鎮、殿市鎮、塔湾鎮、趙石畔鎮、魏家楼鎮、韓岔鎮、白界鎮、雷竜湾鎮